# موتير (إزار)
موتير هي بلدية في إزار في جنوب شرق فرنسا.